# Свир
Свир (рус. Свирь, фин. Syväri, веп. Süvär’) је река на северозападу европског дела Руске Федерације. Тече преко североисточних делова Лењинградске области (недалеко од јужне границе са Републиком Карелијом), односно преко територије њених рејона Подпорошког, Лодејнопољског и Волховског.
Река Свир је отока језера Оњега и притока језера Ладога, те део басена реке Неве и Балтичког мора. Значајан је хидролошки објекат на Волшко-балтичком каналском пловном путу којим је повезан ток реке Волге са Балтичким морем.
Од већих насеља, на њеним обалама се налазе градови Лодејноје Поље и Подпорожје. Корито Свира је преграђено на два места вештачким уставама које уједно служе и као хидроелектране: Доњосвирска ХЕ (на 80. км узводно од ушћа) и Горњосвирска ХЕ (на 120. км узводно од ушћа). Градњом Горњосвирске ХЕ дошло је до изливања реке и формирања вештачког Ивинског језера површине 116 km² (познато и као Горњосвирско језеро).

## Геофизичке карактеристике водотока
Река Свир свој ток започиње као отока језера Оњега из ког истиче на његовој југозападној обали код варошице Вознесење на североистоку Подпорошког рејона. До око половине свог тока тече у смеру запада, а потом низводно од Подпорожја скреће ка југозападу и улива се у језеро Ладогу у виду делтастог ушћа код насеља Свирица на подручју Волховског рејона. Извориште се налази на надморској висини од 35 метара, док је ушће на свега 4,84 метра. Укупна дужина водотока је 224 km, површина сливног подручја 84.400 km², док је просечан проток у зони ушћа 785 m³/s. Укупан пад речног корита је свега 31,16 метара или у просеку 0,14 метара по километру тока. Ширина водотока варира целом дужином тока од минималних 100 метара, па до максималних 12 km на подручју код Ивинског језера. С обзиром на доста мали пад реку Свир карактерише изузетно спор ток чија брзина варира од 0,5 до 10,6 km/сат.
Целом дужином тока река Свир протиче преко низијског подручја које је током последњег леденог доба било испресецано бројним глацијалним језерима. Њене обале су релативно високе и у највећем делу обрасле густим шумама. У средњем делу тока у кориту су се раније налазили бројни брзаци, међутим градњом устава на реци порастао је ниво воде у кориту, букови су потопљени а река је целом дужином свог тока претворена у пловни пут.
Средином прошлог века корито Свира је преграђено на два места, а бране су служиле како за производњу електричне енергије, тако и за стабилизацију нивоа воде у реци чиме је омогућен несметан бродски саобраћај тим делом Волшко-балтичког хидросистема током целе године. Прва брана подигнута је на 80. километру узводно од ушћа, код варошице Свирстрој (Доњосвирска хидроелектрана), док је друга, брана Горњосвирске хидроелектране подигнута на 120. километру узводно од ушћа, код Подпорожја. Градњом Горњосвирске бране подигнут је ниво воде у реци узводно од бране, што је довело до изливања реке у небрањеном подручју и формирања вештачког Ивинског језера површине 116 km². На бранама се налазе и преводнице за бродове.
У речном кориту Свира се налази око тридесетак ада (речних острва).
Ниво воде у реци стабилан је током целе године на око 80% њеног тока и умногоме зависи од нивоа воде у језеру Оњега. Поплаве су интензивније једино у доњем делу тока и то у пролеће услед интензивнијег топљења снега и леда. У погледу броја притока басен Свира је доста асиметричан и знатно су бројније леве у односу на десне притоке. Најважније притоке су Паша (дужине тока од 242 km) и Ојат (266 km) са леве, те Важинка (123 km) и Ивина (44 km) са десне стране.

## Насељена места
Најважнија насељена места на обалама реке Свир су градови Подпорожје и Лодејноје Поље, те варошице Вознесење, Никољски, Важини и Свирстрој.